# Kamil Masztak
Kamil Masztak, né le 16 juillet 1984 à Białystok, est un athlète polonais, spécialiste du sprint.

## Biographie
Lors des Jeux olympiques de Londres, il bat le record de Pologne du relais 4 × 100 m qui datait des Jeux de Moscou de 1980 en 38 s 31.

## Palmarès
| Date | Compétition               | Lieu           | Résultat | Épreuve   | Temps         |
| ---- | ------------------------- | -------------- | -------- | --------- | ------------- |
| 2009 | Universiade               | Belgrade       | 2e       | 4 × 100 m | 39 s 33       |
| 2011 | Jeux mondiaux militaires  | Rio de Janeiro | 2e       | 4 × 100 m | 39 s 63       |
| 2015 | Relais mondiaux de l'IAAF | Nassau         | 4e       | 4 × 200 m | 1 min 22 s 85 |
| 2015 | Jeux mondiaux militaires  | Mungyeong      | 1er      | 4 x 100 m | 39 s 35       |